# Einspritzdüse (Dieselmotor)
Als Einspritzdüse wird das Einspritzventil im Dieselmotor bezeichnet. Eine andere Benennung ist Injektor.

## Aufbau
Einspritzdüsen bestehen aus mehreren Teilen:
- Düsenkörper, Düsennadel aus hochwertigem Stahl und eingeläppt; Wegen dieser engen Toleranzen sind die Einzelteile nicht untereinander austauschbar. Vielmehr werden alle gefertigten Einzelteile separat vermessen und die maßlich mit engster Resttoleranz zusammenpassenden Einzelteile zueinander gepaart.
- Druckfeder
- Hochdruckanschluss für den Kraftstoffzulauf
- Rücklaufleitung für Kraftstoff

Klassische Systeme öffnen die Düse durch Druck, neuere Systeme verwenden Aktoren um die Düsennadel anzuheben (öffnen), beispielsweise Pumpenkolben (Pumpe-Düse), Magnetspulen mit Ventilankern oder Piezosteller (Common-Rail).

## Funktion
Bei einfachen Systemen wird die Düsennadel von einer oder zwei Druckfedern des Düsenhalters in den Sitz gedrückt. Durch den Kraftstoffdruck entsteht eine senkrecht wirkende Hubkraft. Ist diese größer als die Federkraft, wird die Nadel nach oben gedrückt, und es wird Kraftstoff eingespritzt. Fällt der Druck ab, schließt die Düse (wieder).
Technische Eigenschaften und Belastungen:
- Etwa eine Milliarde Einspritzungen (Nkw-Lebensdauer)
- Einspritzdauer 1–2 ms
- Einspritzmengen (min/max) bei Pkw zwischen 1 und 50 mm³, bei Nkw zwischen 3 und 350 mm³
- Spiel der Düsennadel in ihrer Führung ca. 2 µm
- Gegendruck im Brennraum bis 2050 bar

Bei den hohen Kraftstoffdrücken ist die Kompressibilität des Kraftstoffes nicht mehr zu vernachlässigen und auch die Schallgeschwindigkeit des Kraftstoffes (Fortpflanzungsgeschwindigkeit des Druckaufbaus in Hochdruckleitungen) muss für die Öffnungsdynamik der Düse berücksichtigt werden. Dabei muss das Einspritzsystem auch den Druckwellen widerstehen, die sich durch Reflexion in den Leitungen bilden und bei ungeeigneter Auslegung sonst weitere ungewollte Öffnungen der Düse bewirken könnten. Um die Auslegung des Systems zu erleichtern, werden möglichst kurze und möglichst gleichlange Zuleitungen zu den Einspritzdüsen angestrebt.
Zur Einspritzung wird die Düsennadel angehoben. Dies wird unterschiedlich bewirkt:
- Bei Common-Rail-Systemen liegt ständig der Raildruck an der Düse an und der wird an den aktuellen Motorbetriebspunkt angepasst. Daher benötigt die Düse einen Mechanismus, der sie bei beliebigem Raildruck und für eine beliebige Dauer aktiv öffnen und aktiv schließen kann.
- Bei pumpengesteuerten Systemen (Reihen- und Verteilereinspritzpumpen, Pumpe-Düse-Systeme) erzeugt die Pumpe den Druck, der die Düsennadel gegen die Kraft einer Feder anhebt. Sobald der Pumpendruck unter einen Grenzwert abfällt, schließt die Feder die Düse wieder.

Die Düsenöffnungsdrücke liegen herstellerabhängig zwischen 115 und 300 bar. Der maximale Einspritzdruck muss jeweils über dem Gegendruck im Brennraum liegen und erreicht je nach System und Motorlast/-drehzahl bis zu 2.700 bar.
Die Brenndauer des eingespritzten Kraftstoffes bei schnelllaufenden Dieselmotoren ist relativ lang, wenn man die Zeit betrachtet, die der Kolben im 3. Arbeitstakt braucht, um vom oberen in den unteren Totpunkt zu gelangen. Bei Volllast und hohen Drehzahlen können dies 40°…60° Kurbelwinkel (KW) sein. Daher wird mit der Einspritzung einer geringen Menge des Kraftstoffs noch vor dem oberen Totpunkt (OT) begonnen. Dadurch wird der Zündverzug (Zeit zwischen Einspritzung und Beginn der Verbrennung) kompensiert, das Geräusch verringert und die Abgasqualität verbessert. Bei Einspritzsystemen, die Mehrfacheinspritzungen beherrschen, wird dieser erste Teil auch Pilot- oder Voreinspritzung genannt.
- Pkw-Diesel mit Direkteinspritzung (negative Kurbelwinkel liegen vor OT)

Nulllast: −2…+4 °KW
Teillast: −6…+4 °KW
Volllast: −15…−6 °KW
- Nkw-Diesel mit Direkteinspritzung

Nulllast: −12…−4 °KW
Volllast: −6…+2 °KW
Bei kaltem Motor wird der Einspritzbeginn um weitere −3…−10 °KW vor OT verlegt, um Rauch im Abgas zu reduzieren.

## Bauarten

### Lochdüse
Diese Art wird ausschließlich bei direkt einspritzenden Motoren verwendet.
Man unterscheidet zwischen Sitzlochdüsen und Sacklochdüsen.
Bei der Sitzlochdüse werden die Düsenlöcher direkt von dem Ventilglied (Düsennadel) verschlossen.
Bei der Sacklochdüse ist unterhalb des Düsensitzes ein Restvolumen, in dem ein Rest Kraftstoff verbleibt, der nicht durch die Düsenlöcher eingespritzt wurde, was eine erhöhte Emission an unverbrannten Kohlenwasserstoffen (HC) im Abgas und eine höhere Neigung der Düse zum Verkoken zur Folge haben kann. Allerdings kann man durch ein den Düsenlöchern vorgelagertes Mischvolumen günstigere Strömungsverhältnisse erreichen. Um das unerwünschte Restvolumen möglichst gering zu halten, gibt es auch Mini-Sacklochdüsen, bei denen man das Totvolumen durch "auffüllen" möglichst gering hält.
Der Düsenkörper weist mehrere Spritzlöcher auf. Je nach Motor liegt die Anzahl zwischen 5 (PKW) bis 14 (Großdieselmotor, z. B. für Schiffe oder Kraftwerke). Der Lochdurchmesser variiert zwischen 0,15 mm (Pkw) und 0,4 mm (Lkw). Die Spritzlochanzahl, -winkel und -größe, sowie die Strömungsverhältnisse an den Düsenlöchern beeinflussen den Einspritzstrahl und dessen Zerstäubung (Spritzbild), welche in Abstimmung mit der Einspritzmenge, Einspritzdruck, Druckverlauf, Brennraumgeometrie, Ladungsbewegung, Kompressionsdruck und -temperatur die Verbrennungsqualität bei der Verbrennung des Dieselkraftstoffs bestimmen.
Die modernen Einspritzventile (Injektoren) besitzen als aktives Element entweder eine Magnetspule oder in zunehmender Tendenz einen Piezoaktor, wobei die Piezoansteuerung durch schnellere Reaktionszeiten bis zu fünf Mehrfacheinspritzungen in einem Verbrennungszyklus ermöglicht. Bei Mehrfacheinspritzungen kann man durch entsprechende Voreinspritzung den Druckanstieg (sanfterer Brennverlauf) beeinflussen und somit die akustische Komfortsituation verbessern. Weiterhin besteht die Möglichkeit der regenerativen Rußfilterreinigung durch Nacheinspritzung, wobei der unverbrannte Kraftstoff zur Nachverbrennung des im Filter gesammelten Rußes dient.

#### Pumpe-Düse
Beim Pumpe-Düse-System wird die Einzelstempelpumpe mit der Einspritzdüse vereinigt. Dies verringert störende Einflüsse der Kraftstoffdruckleitungen auf das System. Die Regelung des Pumpenelements erfolgte früher mechanisch, heute wird die Einspritzdauer durch ein Piezo- oder Magnetventil gesteuert. Diese Ventile verbinden in geöffnetem Zustand Druckkanal und Rücklauf. Dadurch bricht der Druck zusammen, und die Einspritzdüse schließt sich. Der Einspritzdruck ist jedoch nicht regelbar.

### Zapfendüse
Die Zapfendüsen werden bei Motoren mit Vor- bzw. Wirbelkammer verwendet und haben einen viel geringeren Öffnungsdruck von 80 bis 145 bar. Bei dieser Bauart wird das einzige Einspritzloch in geschlossenem Zustand durch einen Zapfen verschlossen. Dadurch gibt es kein Restvolumen.
Mit Drosselzapfendüsen kann zusätzlich der Einspritzstrahl durch die Form des Zapfens verändert werden. Möglich sind z. B. Voreinspritzung oder druckabhängige Änderung der Strahlform. Flachzapfen verringern die Verkokung der Düse und verbessern das Verbrennungsgeräusch.
Bei der Entwicklung des Zapfens wird der immer entstehende Rußbelag mit einkalkuliert, das bedeutet, dass neue Düsen, die den Rußbelag noch nicht besitzen, eventuell unsauberer verbrennen, bis sich der Belag ausgebildet hat.

## Düsenfehler und Verschmutzung
Im Betrieb einer Düse können verschiedene Störungen auftreten:
- Verschleiß der Düse führt zu Fehlern im Strahlbild (Kraftstoff-Zerstäubung) der Düse
- Nachtropfen der Düse, d. h. die Düse schließt nicht dicht oder die Düsennadel hebt nach der letzten Einspritzung noch einmal kurz vom Sitz ab.
- Schlechte Kraftstoffqualität oder die Verwendung von Pflanzenölen kann das Düsenloch verkoken lassen

Die motorinterne Folge ist eine schlechtere Verbrennung, weil der Strahl nicht mehr in feine, sofort verbrennende Tröpfchen und große, später zündende Tröpfchen zerfällt.
Die Folgen können sein:
- Höherer Kraftstoffverbrauch,
- Schlechtere Abgasqualität: Rauchgastrübung durch Ruß, Geruch
- Klopfende Verbrennung mit Folgeschäden in den Motorlagern
- Lokale Überhitzungen, insbesondere wenn das fehlerhafte Strahlbild zum dünnen Strahl wird und auf den Kolbenboden trifft

Das kann dazu führen, dass das Motorsteuergerät in den Notlauf geht bzw. den Motorstart wegen der Gefahr von ungeregelten Verbrennungsvorgängen verweigert.
Speziell bei der Verkokung ist Reinigung der Düse bzw. des Injektors erforderlich. Durch eine geeignete Abstimmung der Düsenlochgeometrie kann zumindest die Verkokung verzögert oder vermieden werden. Als ein begünstigender Faktor von Verkoken der Einspritzdüsen gelten hohe Temperaturen oder Kurzstreckenbetrieb. Meist steht die Verkokung mit der Versottung der Abgasrückführung in einem Dieselmotor in direktem Zusammenhang.